# 藤田家住宅
藤田家住宅（ふじたけじゅうたく）は、奈良県生駒郡平群町にある重要文化財の民家である。

## 概要
平群町北福貴の高台にあり、南には灰田川の谷を見下ろす要地にある。整った大和棟（やまとむね）の民家として指定され、1984年度（昭和59年度）から1985年度（昭和60年度）にかけて半解体修理が行われた。修理の際の調査により、当初は、元禄年間（1688年 - 1703年）に建てられた萱葺の入母屋造りで、3度の改修が確認された。第一次改造は18世紀後半、第二次改造は文化4年（1807年）、第三次改造は明治末年（1912年）に実施されている。修理後は、指定の趣旨から大和棟の形態が整った第一次改造の姿に復元されている。茅葺き入母屋造り構造の前身建物の古図が伝わる。
重要文化財指定は、昭和52年1月、文部省告示第11号。
母屋は、桁行（けたゆき）が18.8 m、梁間（はりま）が11.8 mの規模。
指定後の構造形式は、切妻造、段違、南面・東面北寄・北面・西面庇(ひさし)付、本瓦及び茅葺き。
外見の特徴として土間につながる内玄関以外に、代官などの賓客用として外玄関がしつらえられている。

## アクセス
近鉄生駒線「平群駅」から徒歩20分、または平群駅からコミュニティバスで「平群中学校」下車、徒歩5分。
年に2回程一般公開される。詳細は、平群町役場観光課まで。